# 皺口蝸牛
皺口蝸牛（学名：Moellendorffia hiraseana）为南亞蝸牛科皺口蝸牛屬下的一个种。該物種主要分佈於臺灣東、中部及南部高雄市甲仙寶斗山，屏東恆春半島內文地區，臺東縣大武、卑南、知本，花蓮萬榮林田山、富源，臺中市大雪山。